# Maria Elvira Salazar
Pour les articles homonymes, voir Salazar.
Maria Elvira Salazar, née le 1er novembre 1961 à Miami (Floride), est une journaliste, animatrice de télévision et femme politique américaine. Membre du Parti républicain, elle siège à la Chambre des représentants des États-Unis pour la Floride depuis 2021.
Elle travaille pour le réseau en langue espagnole Telemundo pendant trois décennies après avoir été présentatrice  du journal de la chaîne Mega TV, basée à Miami. Elle travaille également pour CNN Español et Univision. Elle est la candidate du Parti républicain dans le 27e district congressionnel de Floride en 2018, perdant au profit de Donna Shalala. Salazar et Shalala s'affrontent à nouveau en 2020, scrutin voyant cette fois la victoire de Salazar.

## Jeunesse
Salazar est née à Miami, fille d'exilés cubains. Elle est bilingue, parlant espagnol et anglais et passe une partie de son enfance à Porto Rico.
Salazar étudie à la Deerborne School de Coral Gables et est diplômée du Miami Dade College. En 1983, Salazar obtient un baccalauréat ès arts en communications de l'université de Miami et en 1995, une maîtrise en administration publique de la John F. Kennedy School of Government de l'université Harvard.

## Carrière de journalisme
En 1984, elle est la correspondante politique principale des nouvelles nationales à la télévision en espagnol aux États-Unis, devenu plus tard Univision. En 1988, elle commence à travailler comme correspondante à la Maison Blanche et au Pentagone pour Univision. En 1991, elle devient cheffe de bureau à la division Amérique centrale d'Univision tout en couvrant la guerre au Salvador.
En 1993, elle débute sur le réseau Telemundo, devenant plus tard correspondante politique principale à Cuba. En 1995, elle interviewe Fidel Castro pour Telemundo lors de la mission cubaine auprès des Nations unies. Elle est la seule journaliste de télévision américaine de langue espagnole à interviewer Castro en tête-à-tête,,.
En 1996, elle est l'une des deux journalistes hispaniques à participer au seul débat politique des 50 ans de la révolution cubaine entre deux personnalités politiquement actives : Ricardo Alarcon, le président de l'Assemblée nationale cubaine, et Jorge Mas Canosa, le fondateur. et président de la Fondation nationale cubaine américaine et l'un des plus célèbres partisans du mouvement anti-Castro.
Salazar passe trois décennies à travailler à Telemundo, jusqu'en 2002, années où elle quitte la station pour travailler avec America TV 41 dans sa propre émission de nouvelles politiques Maria Elvira Confronta. En 2003, elle passe chez Channel 22.
En 2006, Raul Alarcon, propriétaire de Spanish Broadcasting System (SBS), achète la chaîne 22 qui devient Mega TV. Elle change ensuite le nom du programme en Polo Opuestos. Elle maintient la dynamique de débat de son émission, mais la renomme Maria Elvira Live!,
Elle interviewe plusieurs acteurs de la telenovela Pablo Escobar, le patron du mal, notamment le lieutenant Escobar alors emprisonné John Jairo Velásquez.
Salazar dit qu'après son entretien avec Fidel Castro, sa deuxième plus grande interview télévisée est celle avec le dictateur chilien Augusto Pinochet, en 2003. Cette interview est citée par le juge chilien Juan Guzman comme base légale pour juger Pinochet « mentalement apte à être jugé pour violations des droits de l'homme ».
En 2013, Salazar interviewe la dissidente cubaine et blogueuse Yoani Sánchez à New York,. En 2016, elle revient sur Mega TV tant que présentatrice du journal télévisé nocturne

## Carrière politique

### Élection au Congrès de 2018
Le Miami Herald rapporte en janvier 2018 que la députée à la retraite Ileana Ros-Lehtinen, une républicaine qui représentait le 27e district congressionnel depuis 1989, a rencontré Salazar. Ros-Lehtinen déclare que son district est « totalement gagnable pour le bon candidat » du Parti républicain, ajoutant que Salazar « pourrait être la bonne candidate ».
En mars 2018, Salazar annonce sa candidature pour représenter le district, qui comprend Miami Beach, la plupart de Miami, Kendall et certaines parties du comté côtier du sud de Dade. Ce quartier traditionnellement républicain, qui comprend des communautés riches comme Miami Beach, Key Biscayne et Coral Gables ainsi que Little Havana à Miami, est démocrate depuis plusieurs années.
Le principal opposant républicain de Salazar, Bruno Barreiro (en), la critique pour son entretien de 1995 avec Fidel Castro, dans lequel elle qualifie le dictateur cubain de « commandant », ainsi que pour sa comparution en 2016 sur Fox News où elle fait le rapprochement entre lui et Barack Obama. Salazar qualifie l'attaque de Barreiro de « diffamatoire » et déclare que « j'ai été l'un des critiques les plus fervents et les plus durs de la révolution cubaine à l'antenne ».
Le 28 août 2018, Salazar remporte la primaire républicaine par une marge d'environ 15 points sur son principal concurrent, Bruno Barreiro. L'ancienne membre du cabinet Clinton, Donna Shalala, remporte l'investiture démocrate pour le siège. Les seuls débats tenus lors des élections générales le sont en espagnol. Shalala ne parle pas espagnol et fait appel à un interprète, ce qui donne un avantage à Salazar. Chacune des candidates refuse de débattre en anglais en raison de conflits d'horaire. Bien que Hillary Clinton ait remporté le district de près de 20 points en 2016 — la meilleure performance de Clinton dans un district républicain — un sondage fait un mois avant le jour du scrutin montre que Salazar est soit en avance, soit statistiquement à égalité avec Shalala. Pourtant, Salazar perd les élections générales face à Shalala, qui gagne près de 52% des voix.

### Élue à la Chambre des représentants
En août 2019, Salazar annonce sa candidature pour un match revanche contre Shalala. Elle remporte la primaire républicaine en août 2020 et affronte Shalala aux élections générales de novembre.
Le 3 novembre 2020, elle remporte l'élection.
Elle manque son assermentation le 3 janvier 2021 après avoir testée positif à la Covid-19. Salazar entre finalement en fonction le 12 janvier.
Elle est réélue le 8 novembre 2022 et de nouveau le 5 novembre 2024.

### Opinions politiques
Elle se joint au sénateur Marco Rubio pour suggérer que la citoyenneté du droit d'aînesse[pas clair] devrait être « révisée », invoquant des abus commis par des immigrants étrangers dans le sud de la Floride.
Salazar soutient publiquement une proposition de taxe sur le carbone du Rep. Carlos Curbelo, que de nombreux autres républicains rejettent[pas clair]. L'une des publicités de la campagne de Salazar promet de se battre pour la protection de l'environnement au Congrès.
Concernant les soins de santé, Salazar déclare qu'elle soutiendra l'abrogation de la loi sur les soins abordables seulement si une alternative viable est présentée. Elle s'oppose à l'abrogation de l'obligation pour les assureurs maladie couvrent les conditions préexistantes, mais appelle à des politiques de « marché libre » sur l'assurance maladie.
Se présentant comme une républicaine modérée, Salazar déclare qu'elle veut  faire « tout ce qui a du sens pour la communauté » ; sur le président Donald Trump, Salazar déclare : « Le président a utilisé des mots assez insensibles. Je vais lui parler d'une manière gentille et respectueuse, car je respecte l'institution de la présidence »
Salazar déclare pouvoir soutenir une interdiction des armes d'assaut et la citoyenneté pour certains immigrants sans papiers.
Salazar critique le dégel cubain du président Barack Obama, affirmant qu'elle soutiendrait la levée de l'embargo commercial américain contre Cuba une fois que la démocratie serait établie dans le pays.
Elle critique vivement Bernie Sanders pour « sa lune de miel en Union soviétique » et « ses louanges pour les régimes socialistes du Nicaragua et de Cuba ».

## Honneurs et récompenses
Elle a reçu cinq Emmy Awards pour plusieurs reportages sur le Nicaragua, Cuba et Saint-Domingue.